# Kinosternon subrubrum
Kinosternon subrubrum är en sköldpaddsart som beskrevs av  Pierre Joseph Bonnaterre 1789. Kinosternon subrubrum ingår i släktet Kinosternon och familjen slamsköldpaddor. IUCN kategoriserar arten globalt som livskraftig.
Denna sköldpadda förekommer i östra USA från centrala Texas i väst och New Jersey i norr till Florida.

## Underarter
Arten delas in i följande underarter:
- K. s. subrubrum
- K. s. hippocrepis
- K. s. steindachneri